# ジョン・オケヨ
ジョン・オケヨ（John Okoth、2000年4月18日 - ）は、ケニアのラグビーユニオン選手。

## プロフィール
- ケニア・ナクル出身[1]。
- ポジションはセンター(CTB)。
- 身長 190cm、体重 105kg
- U20ケニア代表に選ばれたことがある[2]。
- ケニア代表キャップは10（2024年7月現在）[3]。

## 略歴
2024年、パリ2024五輪の7人制ケニア代表に選ばれた。